# Rajasaari (ö i Kymmenedalen, Kouvola, lat 61,14, long 26,78)
Rajasaari är en ö i Finland. Den ligger i sjön Vuohijärvi och i kommunen Kouvola i den ekonomiska regionen  Kouvola ekonomiska region  och landskapet Kymmenedalen, i den södra delen av landet, 150 km nordost om huvudstaden Helsingfors. Öns area är 2,8 hektar och dess största längd är 340 meter i öst-västlig riktning.